# Кадирли
Кадирли (тур. Kadirli) — город и район в провинции Османие (Турция).

## История
Люди жили в этих местах с древнейших времён. В античные времена здесь находился город Флавиаполис. Впоследствии город входил в состав разных государств. В XI веке был отстроен киликийскими армянами как город-крепость Копитар (арм. Կոպիտառ) или Айласер Кар (арм. Այլասեռ քար, лат. Cupido Lapis). Название происходит от имени римского бога Купидона. В 1149-1151 годах город был резиденцией Киликийского Армянского Католикосата, под управлением католикосов Григора Пахлавуни и Нерсеса Шнорали, которые перенесли католикосат из Цовка спасаясь нападений со стороны Иконийского султаната. Городская крепость также была тюрьмой куда сажали непокорных князей Киликийской Армении. В XVI веке он попал в состав Османской империи. С начала XVII века город переименовали в Карс или Карс-Пазар. После геноцида армян в 1915—23 годах город переименовали в Кадирли.